# Carolina Arbeláez
Carolina Arbeláez (Medellín, 8 de março de 1995) é uma futebolista profissional colombiana que atua como  meia.

## Carreira
Carolina Arbeláez fez parte do elenco da Seleção Colombiana de Futebol Feminino, nas Olimpíadas de 2016.